# Лубеньский, Томаш
Томаш Константин Любеньский (пол. Tomasz Łubieński, 18 апреля 1938 года, Варшава — 15 марта 2024 года) — польский прозаик, драматург, эссеист и переводчик художественной литературы, главный редактор ежемесячника «Nowe Książki», татранский альпинист и покоритель Татр.

## Биография
Сын Константина Любенского (1910—1977) и Марии, урождённой Богатынской (1910—2001). Во время немецкой оккупации Польши жил со своей семьей недалеко от Дембицы. Окончил среднюю школу № 1 Общества друзей детей им. Болеслава Лимановского в Варшаве.
Литературный дебют состоялся в 1955 году с выходом в свет поэтического сборника «Сегодня и завтра». Изучал историю и польскую филологию в Варшавском университете, окончил университет в 1960 году. Во время учёбы публиковался в газетах «Twórczość» (1958—1961) и «Współczesność» (1959 и в 1962—1965 годах). 1961 год прожил во Франции. Вернувшись в Польшу начал сотрудничать с ежемесячным журналом «Polska», сотрудничество продолжилось до 1971 года. С 1971 по 1981 год работал в еженедельнике «Культура». С 1979 года он публикуется в журнале «Res Publica», одним из основателей которого он выступил. Это издание сначала было самиздатом (1979—1981), а после перерыва с 1987 года выходило официально. В 1980-х годах он также публиковался в эмигрантских журналах «Aneks» и «Zeszyty Literackie». 23 августа 1980 года он присоединился к обращению 64 учёных, писателей и публицистов к коммунистическим властям с просьбой начать диалог с бастующими рабочими. С 1989 по 1992 год был членом редакции «Tygodnik Solidarność» и активистом Ассоциации «Wspólnota Polska». В сезоне 1995/1996 он был литературным консультантом варшавского «Театра на Воли». С 1996 года работал в редакции ежемесячного журнала «Театр». В 1998—2019 годах — главный редактор газеты «Nowe Książka».
С 2001 года вместе с Казимирой Щукой и Витольдом Бересем, а затем с Кингой Дунин и Павлом Дуниным-Вонсовичем он вёл программу «Dobre Książki» на Первом канале Польского телевидения.
Состоял членом жюри премии имени Казимежа Мочарского.
Член Союза польских писателей (1972—1983), Ассоциации польских писателей (с 1989, соучредитель и президент Варшавского отделения в 1989—1996), Польского ПЕН-клуба (с 1979).
Был удостоен ряда литературных наград. В 2005 году он получил Литературную премию имени Владислава Реймонта.
В 2006 году президент Лех Качиньский наградил его командорским крестом ордена Возрождения Польши.
В 2016 году он не принял серебряную медаль «За заслуги в культуре Gloria Artis» от министра Петра Глиньского.
Активно занимался альпинизмом (1955—1961), как летом, так и зимой, и стал членом Альпинистского клуба в 1957 году. Летом 1958 года он совершил восхождение на Кавказе, а в 1961 году — в Дофинских Альпах. Некоторые из его произведений малого жанра посвящены альпинизму и скалолазанию (например, «Упражнения», 1962). Он также написал рецензии и воспоминания о татранских альпинистах, например, о Яне Длугоше, который умер в 1962 году.
Имел два сына: Мачей стал журналистом, Станислав — публицистом. Похоронен на Повонзковском кладбище в Варшаве.